# El Marsa, Algiers
El Marsa là một đô thị thuộc tỉnh Alger, Algérie. Dân số thời điểm năm 2002 là 8.784 người.